# Liste des maires d'Aubignan
[[Image:|right|thumb|180px|Hôtel de Ville d'Aubignan]]
 (novembre 2016).
Si vous disposez d'ouvrages ou d'articles de référence ou si vous connaissez des sites web de qualité traitant du thème abordé ici, merci de compléter l'article en donnant les références utiles à sa vérifiabilité et en les liant à la section « Notes et références ».

## Liste des maires de 1790 à nos jours
| Période          | Période   | Identité                                       | Étiquette | Qualité |
| ---------------- | --------- | ---------------------------------------------- | --------- | --- |
| 1790             | 1793      | Alexis Chrisostome André                       |           | |
| 1793             | 1803      | Antoine Auphand                                |           | |
| 1803             |           | Joseph Clavel                                  |           | |
| 1809             |           | Jean Joseph Léon Guillaume                     |           | |
| 1813             | 1828      | Alexandre Joseph François des Seguins Vassieux |           | |
| 1815             |           | Antoine Aymard (maire provisoire)              |           | |
| 1815             |           | Jean François Clavel (maire provisoire)        |           | |
| 1828             |           | Joseph Damasse Rame                            |           | |
| 1828             | 1834      | Jean Claude Clavel                             |           | |
| 1839             |           | Perrot                                         |           | |
| 1851             |           | Esprit Victor Gabert                           |           | |
| 1852             | 1860      | Antoine Jourdan                                |           | |
| 1860             |           | François Xavier Napoléon Plantin               |           | |
| 1860             |           | Rame                                           |           | |
| 1870             |           | Marie Pontier                                  |           | |
| 1871             | 1871      | Auguste Mathieu                                |           | |
| 1871             | 1879      | Auguste Plantin †                              |           | |
| 1881             | 1887      | Joseph Frizet                                  |           | |
| 1887             | 1905      | Henri François Martin                          |           | |
| 12 novembre 1905 | 1944      | Louis Guichard                                 | Rad.      | Viticulteur, propriétaire Député du Vaucluse (1910 → 1942) Conseiller général du canton de Carpentras-Nord (1907 → 1919) |
| 29 août 1944     | mai 1945  | Émile Arnoux                                   | PCF       | |
| mai 1945         | mars 1971 | Léon Chauvin                                   | Rad.      | |
| mars 1971        | mars 1983 | Joseph Tholon                                  | PS        | Médecin |
| mars 1983        | En cours  | Guy Rey                                        | DVG       | Retraité agricole Président de la CA Ventoux-Comtat Venaissin (2018 → ) Chevalier de l'Ordre national du Mérite          |